# Блюм, Питер
Питер Блюм (англ. Peter Blume; 27 октября 1906, Сморгонь — 30 ноября 1992, Нью Милдфорд) — американский художник и скульптор, создававший свои работы в таких различных стилях, как реализм, пуризм, кубизм, прецизионизм и сюрреализм.

## Жизнь и творчество
Питер Блюм родился в Российской империи (ныне Белоруссия), в еврейской семье, которая в 1912 году эмигрирует в Америку и оседает в Нью-Йорке, в Бруклине. Живопись и скульптуру изучал в различных учебных заведениях Нью-Йорка — Альянсе образования (Educational Alliance), Институте дизайна и изящных искусств (Beaux-Arts Institute of Design), Нью-Йоркской студенческой лиги искусства (Art Students League of New York). В 1926 художник открывает свою собственную студию. В своей творческой деятельности Блюм сотрудничает с такими художниками, как Рафаэль и Исаак Сойеры, выставляет свои работы у галериста Чарльза Даниеля. Творчество Блюма пользовалось покровительством семейства Рокфеллеров. В 1931 году художник вступает в брак с Грейс Дуглас, однако детей они не имели.
В своих ранних работах — рисунках и графических композициях, карикатурах — Блюм копировал технику эпохи Возрождения. Затем начал писать масляными красками на полотне. В 1932 году он получает стипендию от фонда Гуггенхайма и год проводит в учебной поездке в Италии. В 1934 году Блюм добивается первого большого успеха, завоевав своей картиной «Южнее Скрэнтона» (South of Scranton) главный приз на международной выставке, организованной питтсбургским Институтом Карнеги. Полотно это было создано по впечатлениям путешествия автора по сельским дорогам Пенсильвании. В 1934—1937 годах художник пишет политически ангажированное антифашистское полотно «Вечный город» (Eternal City) с изображением Бенито Муссолини на фоне римского Колизея. Картина была подвергнута критике в прессе. П. Блюм также работал в секции живописи и скульптуры министерства финансов США.
Многие написанные во время и после Второй мировой войны картины П. Блюма имеют острое общественное и политическое значение. Так, его сюрреалистическое полотно «Скала» (The Rock, 1944—1948) посвящена трагедии мировой войны. Картина «Воспоминание о потопе» (Recollection of the Flood, 1969) была создана в память о наводнении при разливе реки Арно, затопившей в 1966 году Флоренцию. Написанная в 1979 картина «Метаморфозы» (The Metamorphoses) переосмысливает древнегреческую легенду о Девкалионе и Пирре, давшим новое начало человечеству после Всемирного потопа.